# نبی صفا
نبی صفا (به عربی: النبی صفا) یک منطقهٔ مسکونی در لبنان است که در راشیا واقع شده‌است.